# Гизо I
Гизо I (на немски: Giso I) е гау-граф в Хесен през първата половина на 11 век и вероятният родоначалник на род Гизони.

## Биография
Гизо създава графство на реките Горен Лан и Едер. Територията на рода днес е „Горен Хесен“. За пръв път е споменат като граф в Оберлангау в документ на император Хайнрих II. През 1015 г. Гизо е първият фогт на манастир Ветер, северозападно от Марбург, подарен от император Хайнрих II и съпругата му Кунигунда Люксембургска.